# Joseph August von Toerring

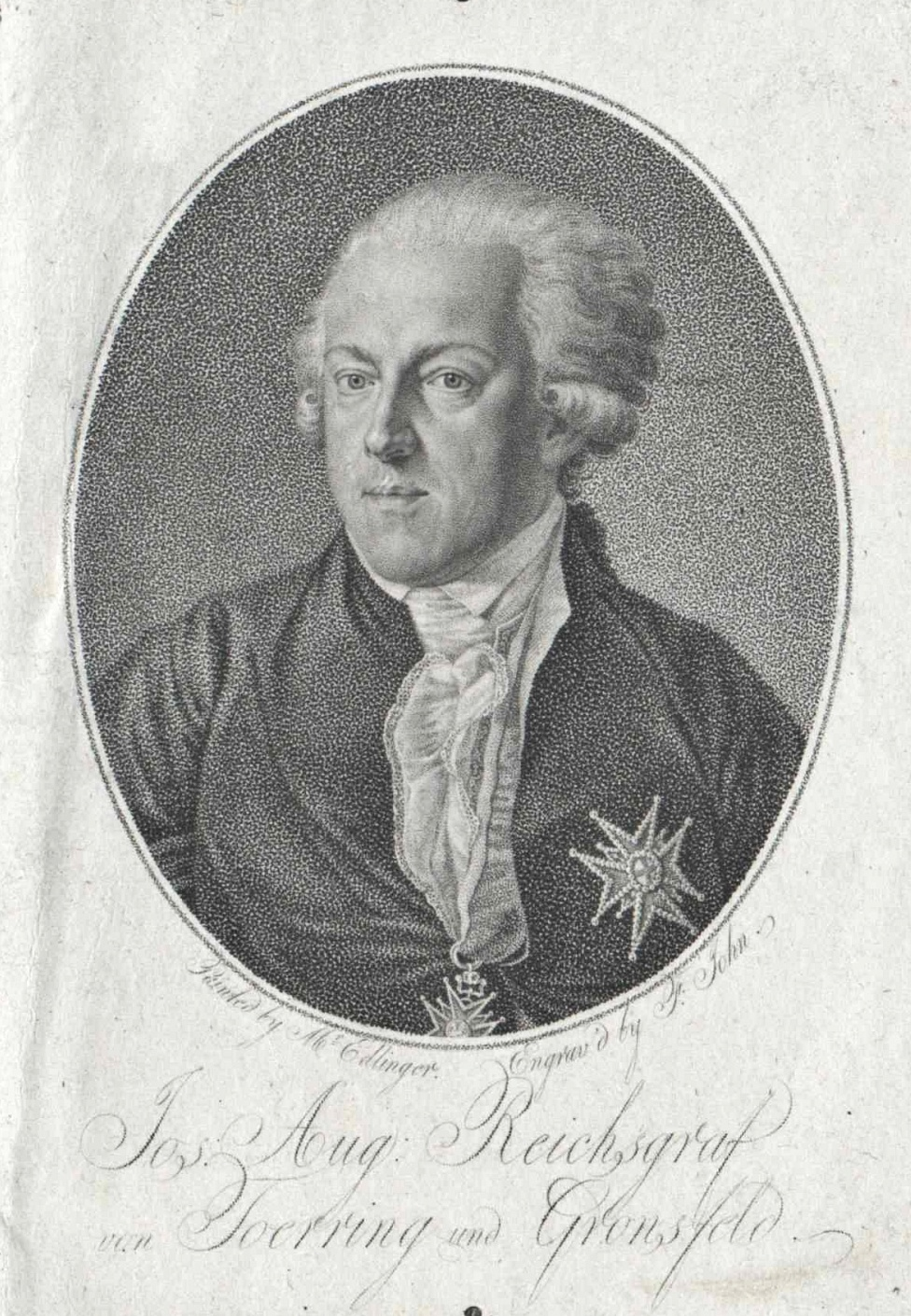
Joseph August von Toerring

Joseph August Graf von Toerring (* 1. Dezember 1753 in München; † 9. April 1826 in München) war ein  bayerischer Politiker und Dramatiker sowie Gutsherr der ehemaligen Reichsabtei Gutenzell (Zisterzienserinnen) zu Gutenzell, auf Jettenbach und anderen.

## Leben
Er war der zweite Sohn des August Josef von Toerring (1728–1802) und der Gräfin Maria Elisabeth geb. Freiin von Lerchenfeld.
Der Politiker Toerring war Hofkammerrat und Wirklicher Geheimrat, Staatsminister und Präsident des Staatsrates. Er war Mitglied der Bayerischen Akademie der Wissenschaften und galt als Förderer von Kunst und Wissenschaften. Als Dichter von Ritterdramen war er in Bayern und Österreich für vaterländische Schauspiele bekannt. 1794 widmete er dem Kurfürsten Karl Theodor das Löwendenkmal bei Bad Abbach. Von 1799 bis 1801 war Toerring der erste Präsident der Generallandesdirektion, einer Behörde, die für die Verwaltung von Ober- und Niederbayern zuständig war. In diesem Amt folgte ihm sein bisheriger Stellvertreter Joseph Maria von Weichs nach.
Seine Immatrikulation bei der Grafenklasse im Königreich Bayern erfolgte am 18. März 1809, die Erhebung zum erblichen Reichsrat der Krone Bayern am 26. Mai 1818.

## Grabstätte

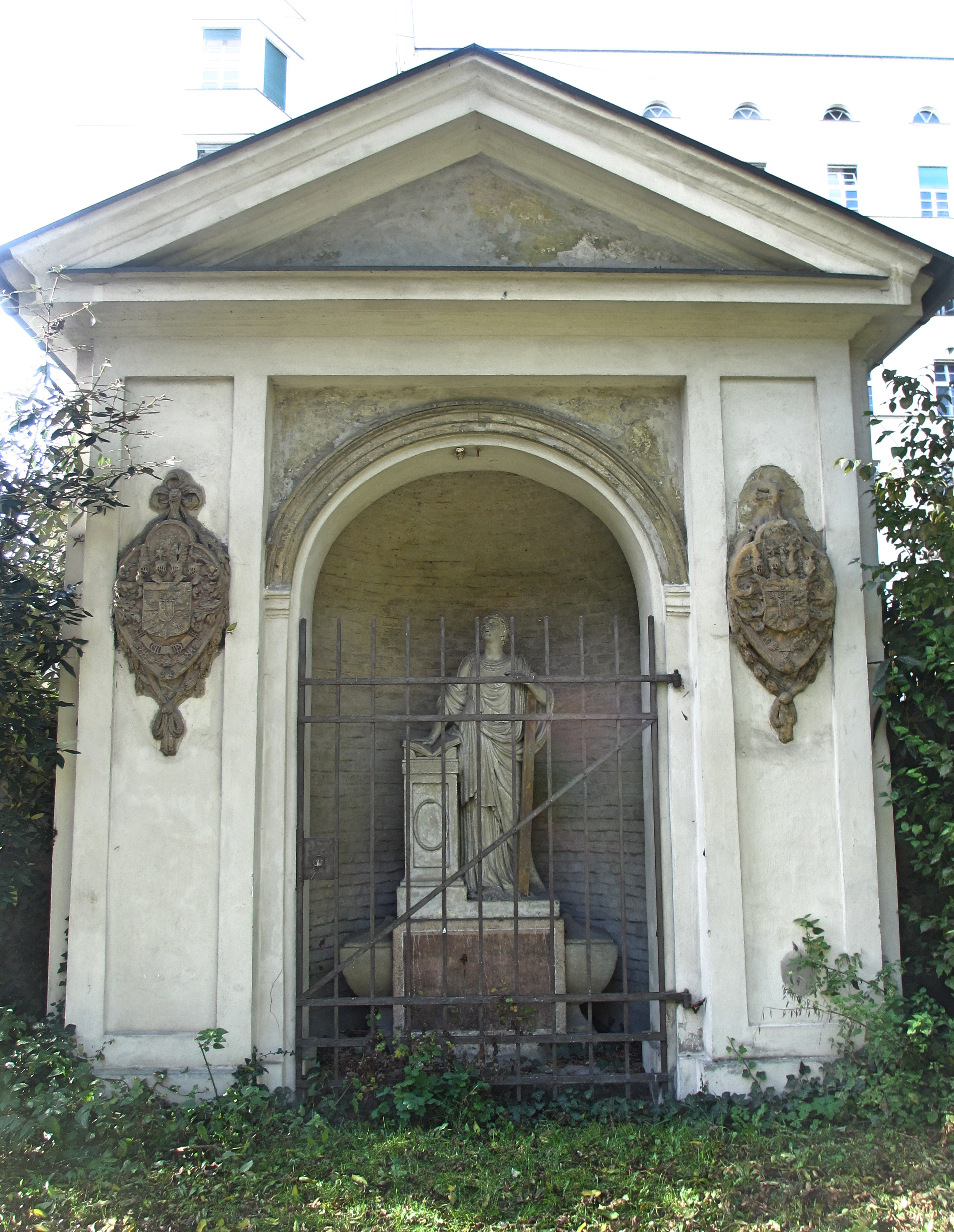
Grab von Joseph Toerring auf dem Alten Südlichen Friedhof in München

Die Grabstätte von Joseph Toerring befindet sich auf dem Alten Südlichen Friedhof in München (Mauer Rechts Platz 261/266 bei Gräberfeld 14) Standort. Sarkophag und Skulptur sind von Franz Jakob Schwanthaler.

## Werke (Auswahl)
- Agnes Bernauerinn. Ein vaterländisches Trauerspiel in 5 Aufzügen (1780); Köln und Leipzig 1790 (Volltext).
- Kaspar der Thorringer. Schauspiel in fünf Aufzügen (verfasst 1779)[2]. Leipzig und Wien 1785 (Volltext);  2. Auflage:  Klagenfurt 1792 (Volltext).